# Gens Sàlvia
La gens Sàlvia (en llatí Salvia gens) va ser una gens romana originària de la ciutat de Ferentium a Etrúria.
No va tenir mai gaire importància durant la república i només alguns personatges secundaris apareixen mencionats a la part final, però després es van convertir en importants sota l'Imperi quan Marc Salvi Otó va arribar a emperador, encara que per poc temps.